# Diersbach
Diersbach là một đô thị thuộc huyện Schärding thuộc bang Oberösterreich, Áo. Đô thị Diersbach có diện tích 28 km², dân số thời điểm năm 2006 là 1627 người.